# ジョン・ペティボーン
ジョン・ペティボーン（John Petitbon 1931年6月4日 - 2006年11月11日）は、ルイジアナ州ニューオーリンズ出身の元アメリカンフットボール選手。ポジションはセイフティ。

## 経歴
高校時代は野球、バスケットボール、アメリカンフットボールでプレーした。1946年にはアメリカンフットボールで18タッチダウンをあげて、ルイジアナ州の高校生最優秀選手に選ばれた。1947年も17タッチダウンをあげた。
ノートルダム大学に進学し、当初はセイフティとしてプレーした。3年次の1949年にハーフバックにコンバートされた。この年チームは全米チャンピオンとなった。1951年の東西対抗オールスターゲームのメンバーに選ばれた。
1952年のドラフト7巡でニューヨーク・ヤンクスに指名された。ヤンクスは1952年からダラス・テキサンズと名称変更を行った。1953年朝鮮戦争のためアメリカ海兵隊に従軍した。この年シーズン開幕前に大型トレードでクリーブランド・ブラウンズに移籍した。戦争から復帰した後、1955年、ブラウンズはNFLチャンピオンとなった。1957年にグリーンベイ・パッカーズにトレードされ、そのシーズンを最後に現役を引退した。

## 家族
弟のリッチー・ペティボーンもNFLでプレーした。二人ともルイジアナ州のスポーツ殿堂入りを果たしている。